# Myrmekotrophie
Unter Myrmekotrophie (zu Deutsch: Ernährung durch Ameisen) versteht man eine Interaktion zwischen Ameisen und Pflanzen, bei der der pflanzliche Partner den Ameisen Wohnraum bietet und die Ameisen der Pflanze Nährstoffe zur Verfügung stellen. Die Nährstoffe werden über Fäkalien, tote Ameisen oder Fraßabfälle bereitgestellt.

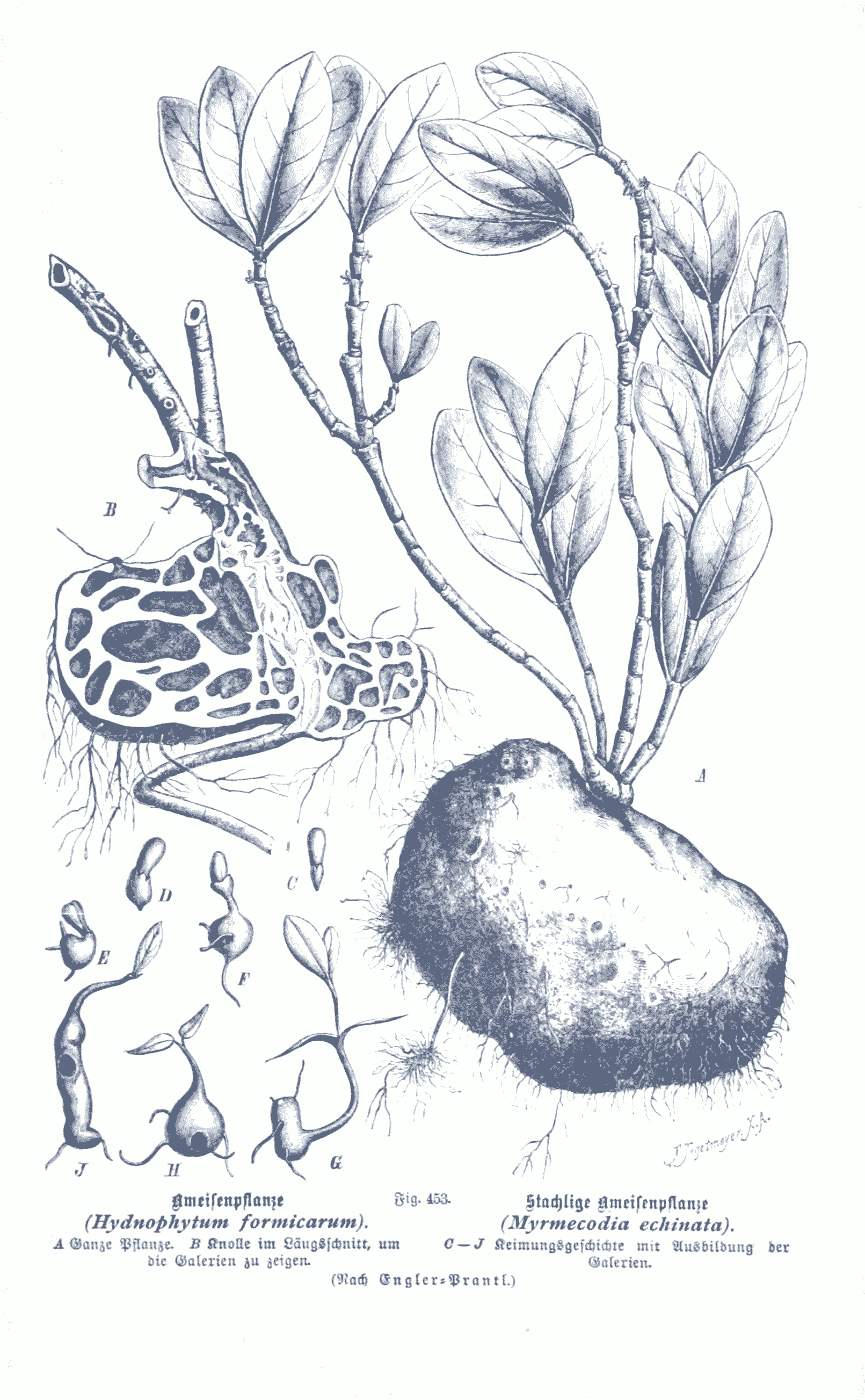
Hydnophytum formicarum (A–B) und Myrmecodia echinata (C–J) bieten Ameisen in ihrem Stamm Wohnraum und erhalten dafür Nahrung.

## Myrmecodia (Rubiaceae)
Bei der in den Tropen Südostasiens und Nordost-Australiens verbreiteten Gattung Myrmecodia (Rubiaceae), die epiphytisch auf Bäumen wächst, ist das Hypokotyl als Knolle ausgewachsen und besitzt Höhlengänge. In diesen Gängen leben Ameisen, u. a. der Gattung Philidris, die in bestimmten Kammern Fäkalien und tote Ameisen deponieren. Diese Kammern zeichnen sich durch eine drüsige Wand aus, durch die die Nährstoffe (vor allem Stickstoff) aufgenommen werden. Die Blüten der Ameisenknolle können sich selbstbestäuben und wachsen zu orangeroten Beeren heran. Vögel fressen die Früchte und verbreiten die bis zu sechs Samen mit ihrem Kot (s. Ornithochorie). Ameisen dienen dann der Weiterverbreitung der Samen (Myrmekochorie).
Auch die Gattung Hydnophytum (ebenfalls ein Rötegewächs) verfolgt diese Form der Ameisenernährung.

## Dischidia (Seidenpflanzengewächse)
Auch die epiphytisch wachsenden Vertreter der Gattung Dischidia (Seidenpflanzengewächse) haben sich mit Ameisen (u. a. der Gattung Iridomyrmex) arrangiert. Einige der sukkulenten Blätter sind vergrößert und wachsen kapuzen- bis schlauchförmig aus ("Urnenblätter"). In diesen an den Untergrund gepressten Blättern leben die Ameisen, die dort ihre Fäkalien hinterlassen. Die Aufnahme der Nährstoffe erfolgt über Wurzeln, die in die Blattschläuche hineinwachsen.

## Tococa (Schwarzmundgewächse)
Die Gattung Tococa (Schwarzmundgewächse) bietet ihren Ameisen den Wohnraum an der Basis der Blattspreite. Diese ist dort beiderseitig aufgewölbt und bildet 2 Kammern aus, von denen eine als Wohn- und die andere als Abfallkammer dient. Der Eingang befindet sich hinaus zur Blattfläche gerichtet und wird häufig durch Haare gesäumt.